# Костіша (комуна)
Костіша (рум. Costișa) — комуна у повіті Нямц в Румунії. До складу комуни входять такі села (дані про населення за 2002 рік):
- Дорнешть (311 осіб)
- Костіша (1660 осіб)
- Меноая (930 осіб)
- Фрунзень (671 особа)

Комуна розташована на відстані 261 км на північ від Бухареста, 29 км на південний схід від П'ятра-Нямца, 83 км на південний захід від Ясс, 146 км на північний схід від Брашова.

## Населення
За даними перепису населення 2002 року у комуні проживали 3572 особи.
Національний склад населення комуни:
| Національність | Кількість осіб | Відсоток |
| -------------- | -------------- | -------- |
| румуни         | 3567           | 99,9%    |
| цигани         | 4              | 0,1%     |
| угорці         | 1              | < 0,1%   |

Рідною мовою назвали:
| Мова      | Кількість осіб | Відсоток |
| --------- | -------------- | -------- |
| румунська | 3566           | 99,8%    |
| циганська | 4              | 0,1%     |
| угорська  | 2              | 0,1%     |

Склад населення комуни за віросповіданням:
| Релігія       | Кількість осіб | Відсоток |
| ------------- | -------------- | -------- |
| православні   | 3550           | 99,4%    |
| старообрядці  | 19             | 0,5%     |
| римо-католики | 2              | 0,1%     |
| реформати     | 1              | < 0,1%   |